# Équipe de Belgique de Fed Cup
L'équipe de Belgique de Fed Cup est l’équipe qui représente la Belgique lors de la compétition de tennis féminin par équipe nationale appelée Fed Cup (ou « Coupe de la Fédération » entre 1963 et 1994).
Elle est constituée d'une sélection des meilleures joueuses de tennis belges du moment sous l’égide de la Fédération royale belge de tennis.

## Résultats par année

### 1963 - 1969
- 1963 (4 tours, 16 équipes) : la Belgique s'incline au 1er tour contre l’Australie.
- 1964 (5 tours, 20 équipes) : après un « bye » au 1er tour, la Belgique s'incline au 2e tour contre l’Argentine.
- 1965 : la Belgique ne participe pas à cette édition organisée à Melbourne.
- 1966 (5 tours, 21 équipes) : la Belgique s'incline au 1er tour contre la Hongrie.
- 1967 (5 tours, 17 équipes) : la Belgique s'incline au 1er tour contre l’Italie.
- 1968 (5 tours, 23 équipes) : la Belgique s'incline au 1er tour contre l’URSS.
- 1969 (5 tours, 20 équipes) : après un « bye » au 1er tour, la Belgique s'incline au 2e tour contre la Grande-Bretagne.

### 1970 - 1979
- 1970 (5 tours, 22 équipes) : la Belgique s'incline au 1er tour contre la Suisse.
- 1971 : la Belgique ne participe pas à cette édition organisée à Perth.
- 1972 (5 tours, 31 équipes) : la Belgique s'incline au 1er tour contre l’Afrique du Sud.
- 1973 (5 tours, 30 équipes) : après une victoire au 1er tour contre la Suisse, la Belgique s'incline au 2e tour contre l’Afrique du Sud.
- 1974 (5 tours, 29 équipes) : la Belgique s'incline au 1er tour contre l’Italie.
- 1975 (5 tours, 31 équipes) : après une victoire au 1er tour contre  Israël, la Belgique s'incline au 2e tour contre l’Australie.
- 1976 (5 tours, 32 équipes) : après une victoire au 1er tour contre la Rhodésie, la Belgique s'incline au 2e tour contre l’Australie.
- 1977 (5 tours, 32 équipes) : la Belgique s'incline au 1er tour contre la Nouvelle-Zélande.
- 1978 (5 tours, 32 équipes) : la Belgique s'incline au 1er tour contre l’Australie.
- 1979 (5 tours, 32 équipes) : après une victoire au 1er tour contre l’Irlande, la Belgique s'incline au 2e tour contre la Grande-Bretagne.

### 1980 - 1989
- 1980 (5 tours, 32 équipes) : la Belgique s'incline au 1er tour contre l’Italie.
- 1981 (5 tours, 32 équipes) : la Belgique s'incline au 1er tour contre la Grande-Bretagne.
- 1982 (5 tours, 32 équipes) : la Belgique s'incline au 1er tour contre le Mexique.
- 1983 (qualifications + 5 tours, 39 équipes) : la Belgique s'incline au 1er tour contre la Suède.
- 1984 (qualifications + 5 tours, 36 équipes) : après une victoire au 1er tour contre la Colombie, la Belgique s'incline au 2e tour contre l’Australie.
- 1985 (qualifications + 5 tours, 38 équipes) : après une victoire en qualifications contre l’Uruguay, la Belgique s'incline au 1er tour contre la Hongrie.
- 1986 (qualifications + 5 tours, 42 équipes) : après une victoire en qualifications contre la Finlande, la Belgique s'incline au 1er tour contre l’Allemagne de l'Ouest.
- 1987 (qualifications + 5 tours, 42 équipes) : la Belgique s'incline au 1er tour contre l’Italie.
- 1988 (qualifications + 5 tours, 36 équipes) : la Belgique s'incline au 1er tour contre l’Autriche.
- 1989 (qualifications + 5 tours, 40 équipes) : la Belgique s'incline au 1er tour contre la Tchécoslovaquie.

### 1990 - 1999
- 1990 (qualifications + 5 tours, 44 équipes) : après une victoire au 1er tour contre la Suède, la Belgique s'incline au 2e tour contre les États-Unis.
- 1991 (qualifications + 5 tours + barrages, 56 équipes) : après une défaite au 1er tour contre l’Espagne, une défaite en play-offs contre le Japon, la Belgique l’emporte en play-offs contre la Yougoslavie.
- 1992 (5 tours + barrages, 32 équipes) : après une défaite au 1er tour contre l’Espagne, la Belgique s'incline en play-offs contre l’Afrique du Sud.
- 1993 (5 tours + barrages, 32 équipes) : après une défaite au 1er tour contre la Lettonie, la Belgique s'incline en play-offs contre la Croatie.
- 1994 (5 tours, 32 équipes) : la Belgique s'incline au 1er tour contre la Suède.

La compétition change de format à compter de 1995 : la Coupe de la Fédération devient Fed Cup.
- 1995 (3 tours, 8 équipes + groupe mondial II, play-offs I et II) : la Belgique l’emporte en play-offs II contre la Corée du Sud.
- 1996 (3 tours, 8 équipes + groupe mondial II, play-offs I et II) : après une victoire en groupe mondial II contre l’Indonésie, la Belgique l’emporte en play-offs I contre l’Afrique du Sud.
- 1997 (3 tours, 8 équipes + groupe mondial II, play-offs I et II) : après une victoire en 1/4 de finale du groupe mondial contre l’Espagne, la Belgique s'incline en 1/2 finale contre la France.
- 1998 (3 tours, 8 équipes + groupe mondial II, play-offs I et II) : après une défaite en 1/4 de finale du groupe mondial contre la France, la Belgique s'incline en play-offs I contre la Slovaquie.
- 1999 (3 tours, 8 équipes + groupe mondial II, round robin play-offs) : la Belgique l’emporte en groupe mondial II contre les Pays-Bas.

### 2000 - 2009
- 2000 (round robin + 2 tours, 13 équipes) : après la qualification en round robin, la Belgique s'incline en 1/2 finale du groupe mondial contre les États-Unis.
- 2001 (2 tours + round robin + finale, 16 équipes + play-offs) : après la qualification en round robin, la Belgique l’emporte en finale du groupe mondial contre la Russie.

| Belgique - Russie - 2 : 1 Parque Ferial Juan Carlos 1, Madrid, Espagne 07 - 11 novembre, Terre (int.) |                               |                                 |           |
| 1 | Justine Henin                 | Nadia Petrova                   | 6-0, 6-3  |
| 1 | Kim Clijsters                 | Elena Dementieva                | 6-0, 6-4  |
| 1 | Els Callens Laurence Courtois | Elena Likhovtseva Nadia Petrova | 5-7, 6-72 |

- 2002 (4 tours, 16 équipes + play-offs) : après une victoire au 1er tour du groupe mondial contre l’Australie, la Belgique s'incline en 1/4 de finale contre l’Italie.
- 2003 (4 tours, 16 équipes + play-offs) : après une victoire au 1er tour du groupe mondial contre l’Autriche et la Slovaquie en 1/4 de finale, la Belgique s'incline en 1/2 finale contre les États-Unis.
- 2004 (4 tours, 16 équipes + play-offs) : après une victoire au 1er tour du groupe mondial contre la Croatie, la Belgique s'incline en 1/4 de finale contre l’Espagne.
- 2005 (3 tours, 8 équipes + groupe mondial II, play-offs I et II) : après une défaite en 1/4 de finale du groupe mondial contre les États-Unis, la Belgique l’emporte en play-offs I contre l’Argentine.
- 2006 (3 tours, 8 équipes + groupe mondial II, play-offs I et II) : après une victoire en 1/4 de finale du groupe mondial contre la Russie et les États-Unis en 1/2 finale, la Belgique s'incline en finale contre l’Italie.

| Belgique - Italie - 2 : 3 Spiroudome, Charleroi, Belgique 16 - 17 septembre, Dur (int.) |                                |                                   |                    |
| 1                                                                                       | Kirsten Flipkens               | Francesca Schiavone               | 1-6, 3-6           |
| 1                                                                                       | Justine Henin                  | Flavia Pennetta                   | 6-4, 7-5           |
| 1                                                                                       | Justine Henin                  | Francesca Schiavone               | 6-4, 7-5           |
| 1                                                                                       | Kirsten Flipkens               | Mara Santangelo                   | 7-63, 3-6, 0-6     |
| 1                                                                                       | Kirsten Flipkens Justine Henin | Francesca Schiavone Roberta Vinci | 6-3, 2-6, 0-2, ab. |

- 2007 (3 tours, 8 équipes + groupe mondial II, play-offs I et II) : après une défaite en 1/4 de finale du groupe mondial contre les États-Unis, la Belgique s'incline en play-offs I contre la Chine.
- 2008 (3 tours, 8 équipes + groupe mondial II, play-offs I et II) : après une défaite en groupe mondial II contre l’Ukraine, la Belgique l’emporte en play-offs II contre la Colombie.
- 2009 (3 tours, 8 équipes + groupe mondial II, play-offs I et II) : après une défaite en groupe mondial II contre la Slovaquie, la Belgique l’emporte en play-offs II contre le Canada.

### 2010 - 2019
- 2010 (3 tours, 8 équipes + groupe mondial II, play-offs I et II) : après une victoire en groupe mondial II contre la Pologne, la Belgique l'emporte en play-offs I contre l'Estonie.
- 2011 (3 tours, 8 équipes + groupe mondial II, play-offs I et II) : après une victoire en 1/4 de finale du groupe mondial contre les États-Unis, la Belgique s'incline en 1/2 finale contre la République tchèque.
- 2012 (3 tours, 8 équipes + groupe mondial II, play-offs I et II) : après une défaite au 1er tour du groupe mondial contre la Serbie, la Belgique s'incline en play-offs I contre le Japon.
- 2013 (3 tours, 8 équipes + groupe mondial II, play-offs I et II) : après une défaite en groupe mondial II contre la Suisse, la Belgique s'incline en play-offs II contre la Pologne.
- 2014 - 2015 : la Belgique concourt dans les compétitions par zones géographiques.
- 2016 (3 tours, 8 équipes + groupe mondial II, play-offs I et II) : la Belgique l'emporte en play-offs II contre la Serbie.
- 2017 (3 tours, 8 équipes + groupe mondial II, play-offs I et II) : après une victoire en groupe mondial II contre la Roumanie, la Belgique l'emporte en play-offs I contre la Russie.
- 2018 (3 tours, 8 équipes + groupe mondial II, play-offs I et II) : après une défaite au 1er tour du groupe mondial contre la France, la Belgique l'emporte en play-offs I contre l'Italie.
- 2019 (3 tours, 8 équipes + groupe mondial II, play-offs I et II) : après une défaite au 1er tour du groupe mondial contre la France, la Belgique s'incline en play-offs I contre l'Espagne.

### 2020 - 2021
- 2020-2021 (2 tours, 4 poules de 3 équipes, qualifs et barrages) : après une qualification face au Kazakhstan, la Belgique termine deuxième de sa poule avec une victoire contre la Biélorussie et une défaite contre l'Australie.
- 2022 (2 tours, 4 poules de 3 équipes, qualifs et barrages) : après une qualification par forfait face à la Biélorussie, la Belgique termine troisième de sa poule avec deux défaites contre la Slovaquie et l'Australie.
- 2023 (2 tours, 4 poules de 3 équipes, qualifs et barrages) : après une défaite en qualifications face au Canada, la Belgique l'emporte en barrages contre la Hongrie.
- 2024 (2 tours, 4 poules de 3 équipes, qualifs et barrages) : après une défaite en qualifications face aux États-Unis, la Belgique s'incline en barrages contre la Chine.

## Bilan de l'équipe
Résultats des confrontations entre la Belgique et ses adversaires les plus fréquents (3 rencontres minimum dans les groupes mondiaux).
| #  | Adversaires     | Rencontres | Victoires | Défaites | % victoires |
| -- | --------------- | ---------- | --------- | -------- | ----------- |
| 1  | Australie       | 8          | 3         | 5        | 38 %        |
| 2  | États-Unis      | 7          | 2         | 5        | 29 %        |
| 3  | Italie          | 6          | 0         | 6        | 0 %         |
| 4  | Espagne         | 5          | 2         | 3        | 40 %        |
| 5  | Afrique du Sud  | 4          | 1         | 3        | 25 %        |
| 6  | Russie          | 3          | 3         | 0        | 100 %       |
| 7  | Suède           | 3          | 1         | 2        | 33 %        |
| 8  | Slovaquie       | 3          | 1         | 2        | 33 %        |
| 9  | France          | 3          | 1         | 2        | 33 %        |
| 10 | Suisse          | 3          | 1         | 2        | 33 %        |
| 11 | Grande-Bretagne | 3          | 0         | 3        | 0 %         |

## Bilan des joueuses les plus sélectionnées
Ce bilan est calculé sur la base des rencontres officielles des groupes mondiaux et barrages I et II. Les rencontres des tableaux dits de « consolation » et celles par « zones géographiques » ne sont pas prises en compte. Les joueuses comptant moins de 5 sélections ne sont pas reprises dans le tableau.
| #  | Joueuses            | De   | à    | Sélections | Matchs | Victoires | Défaites | % victoires |
| -- | ------------------- | ---- | ---- | ---------- | ------ | --------- | -------- | ----------- |
| 1  | Ann Devries         | 1985 | 1991 | 6          | 10     | 4         | 6        | 40 %        |
| 2  | Caroline Maes       | 2002 | 2008 | 7          | 9      | 2         | 7        | 22 %        |
| 3  | Christiane Mercelis | 1963 | 1969 | 6          | 11     | 1         | 10       | 9 %         |
| 4  | Dominique Monami    | 1991 | 2000 | 13         | 24     | 13        | 11       | 54 %        |
| 5  | Els Callens         | 1997 | 2005 | 22         | 34     | 21        | 13       | 62 %        |
| 6  | Justine Henin       | 1999 | 2010 | 12         | 19     | 15        | 4        | 79 %        |
| 7  | Kim Clijsters       | 2000 | 2011 | 17         | 28     | 24        | 4        | 86 %        |
| 8  | Kirsten Flipkens    | 2003 | 2017 | 21         | 37     | 12        | 25       | 32 %        |
| 9  | Laurence Courtois   | 1993 | 2002 | 14         | 17     | 7         | 10       | 41 %        |
| 10 | Michèle Gurdal      | 1972 | 1980 | 13         | 25     | 8         | 17       | 32 %        |
| 11 | Monique Van Haver   | 1970 | 1980 | 14         | 25     | 8         | 17       | 32 %        |
| 12 | Nancy Feber         | 1993 | 1997 | 6          | 6      | 4         | 2        | 67 %        |
| 13 | Sabine Appelmans    | 1988 | 1999 | 18         | 34     | 17        | 17       | 50 %        |
| 14 | Sandra Wasserman    | 1985 | 1992 | 11         | 16     | 8         | 8        | 50 %        |
| 15 | Tamaryn Hendler     | 2007 | 2012 | 6          | 8      | 0         | 8        | 0 %         |
| 16 | Yanina Wickmayer    | 2007 | 2017 | 14         | 31     | 21        | 10       | 68 %        |

## Capitaines
| Capitaine        | De   | à    |
| ---------------- | ---- | ---- |
| Steven Martens   | 1994 | 1998 |
| Ivo Van Aken     | 1999 | 2004 |
| Carl Maes        | 2005 | 2007 |
| Sabine Appelmans | 2007 | 2011 |
| Ann Devries      | 2011 | 2016 |
| Dominique Monami | 2016 | 2018 |
| Ivo Van Aken     | 2018 | 2018 |
| Johan Van Herck  | 2019 | 2023 |
| Wim Fissette     | 2023 |      |